# Echinoclathria gibbosa
Echinoclathria gibbosa är en svampdjursart som först beskrevs av Keller 1889.  Echinoclathria gibbosa ingår i släktet Echinoclathria och familjen Microcionidae.
Artens utbredningsområde är Eritrea. Inga underarter finns listade i Catalogue of Life.